# オホーツク海高気圧
オホーツク海高気圧（オホーツクかいこうきあつ、英語：Okhotsk High） とは、オホーツク海上に毎年4月末から9月初めにかけて発生する高気圧のことである。

## 概要
4月ごろ、ユーラシア大陸の熱収支の逆転に伴いオホーツク海が相対的に低温になることにより発生し、6月から7月にかけて偏西風がチベット高原で分流され南北に分かれることにより停滞する。南の太平洋高気圧との間に梅雨前線を形成し、夏に発達すると関東地方以北の太平洋側に冷害をもたらすなど広い範囲で大気を不安定にして悪天候をつくり出す高気圧。夏に向けて勢力を増す太平洋高気圧とぶつかり、停滞前線（梅雨前線）をもたらす。北日本の太平洋側・関東地方にはオホーツク海気団よりやませが吹き込む。北海道東部から三陸にかけて小笠原気団の一部が寒冷な海水により冷やされることで濃霧が発生しやすい。
その後上空のジェット気流は次第に北へと上がっていき、太平洋高気圧が勢力を増してオホーツク海高気圧は消滅し、日本では梅雨が明けて暑い夏が訪れる。しかし、オホーツク海高気圧の勢力が再び強まると、寒冷な北東風が吹き出し、北海道や東北地方、関東地方の太平洋岸にやませとなって吹き付ける。このような年は、東京都心でも大阪・名古屋に比べて気温が大きく下回り（東京都心や仙台の気温が札幌よりも低くなることがある）、北海道・東北・関東の太平洋側で冷夏傾向となり米などの農作物に影響を与えることがある。
秋には一度離れた梅雨前線が再び日本付近に接近し、秋雨前線として日本付近に雨を降らせる。このときに一度消滅したオホーツク海高気圧が再び生成される。ただ、秋に生成されるオホーツク海高気圧は梅雨期とは異なり、大陸からの移動性高気圧が変質してできたものが多い。
オホーツク海高気圧のほぼ全域は寒冷・多湿なオホーツク海気団で構成されている。